# Arboga landsförsamling
Arboga landsförsamling var en församling i Strängnäs stift och i Arboga kommun i Västmanlands län. Församlingen uppgick 2006 i Arbogabygdens församling.

## Administrativ historik
Församlingen har medeltida ursprung, före 1550 med namnet Sankt Nicolai församling eller Uppåkra församling. 
Församlingen var till 1947 annexförsamling i pastoratet Arboga stadsförsamling, Arboga landsförsamling och Säterbo. 1947 införlivades en del av Säterbo församling. Från 1947 till 2006 annexförsamling i pastoratet Arboga stadsförsamling och Arboga landsförsamling som 1971 utökades med Medåkers församling och 1975 med Götlunda församling. Församlingen uppgick 2006 i Arbogabygdens församling.

## Organister
Fram till 1748 var organisten i Arboga stadsförsamling även organist i landsförsamlingen. 
| Ämbetstid | Namn                           | Levnadstid     | Övrigt    |
| --------- | ------------------------------ | -------------- | --------- |
| 1740-     | Melchior Penninck              | -1754          | Organist. |
| 1754-1760 | Bengt Hammarskog               | 1724-          | Organist. |
| 1760-1795 | Sven Hallgren                  | 1726-1798      | Organist. |
| 1795-1811 | Jan Olof Hallgren              | 1767-          | Organist. |
| 1811-1824 | Olof Forsberg                  | 1779-          | Organist. |
| 1824-1841 | Johan Fredric Nordling         | 1806-1840      | Organist. |
| 1841-1870 | Johan Fredrik Wilhelm Forsberg | 1816-eft. 1892 | Organist. |
| 1863-1888 | Adolf Danielsson               | 1832-          | Organist. |
| 1889-1906 | Per Adolf Carlson              | 1865-1906      | Organist. |
| 1908-1940 | Erik Gunnar Nyberg             | 1880-          | Organist. |
| 1941-1942 | Lars Folke Piehl               | 1909-          | Organist. |
| 1944-     | Anders Albert Svensk           | 1906-          | Organist. |

## Orgel
1862 byggde orgelbyggaren Erik  Adolf Setterquist, Hallsberg, en orgel med 21 stämmor fördelade på två manualer och säskild pedal till församlingen.

## Kyrkor
- Sankt Nicolai kyrka